# Târnava (obec)
Târnava je obec v župě Sibiu v Rumunsku. Žije zde přibližně 3 000 obyvatel. Obec se skládá ze dvou částí.

## Části obce
- Târnava – 2 592 obyvatel
- Colonia Târnava – 415 obyvatel